# Bombardino

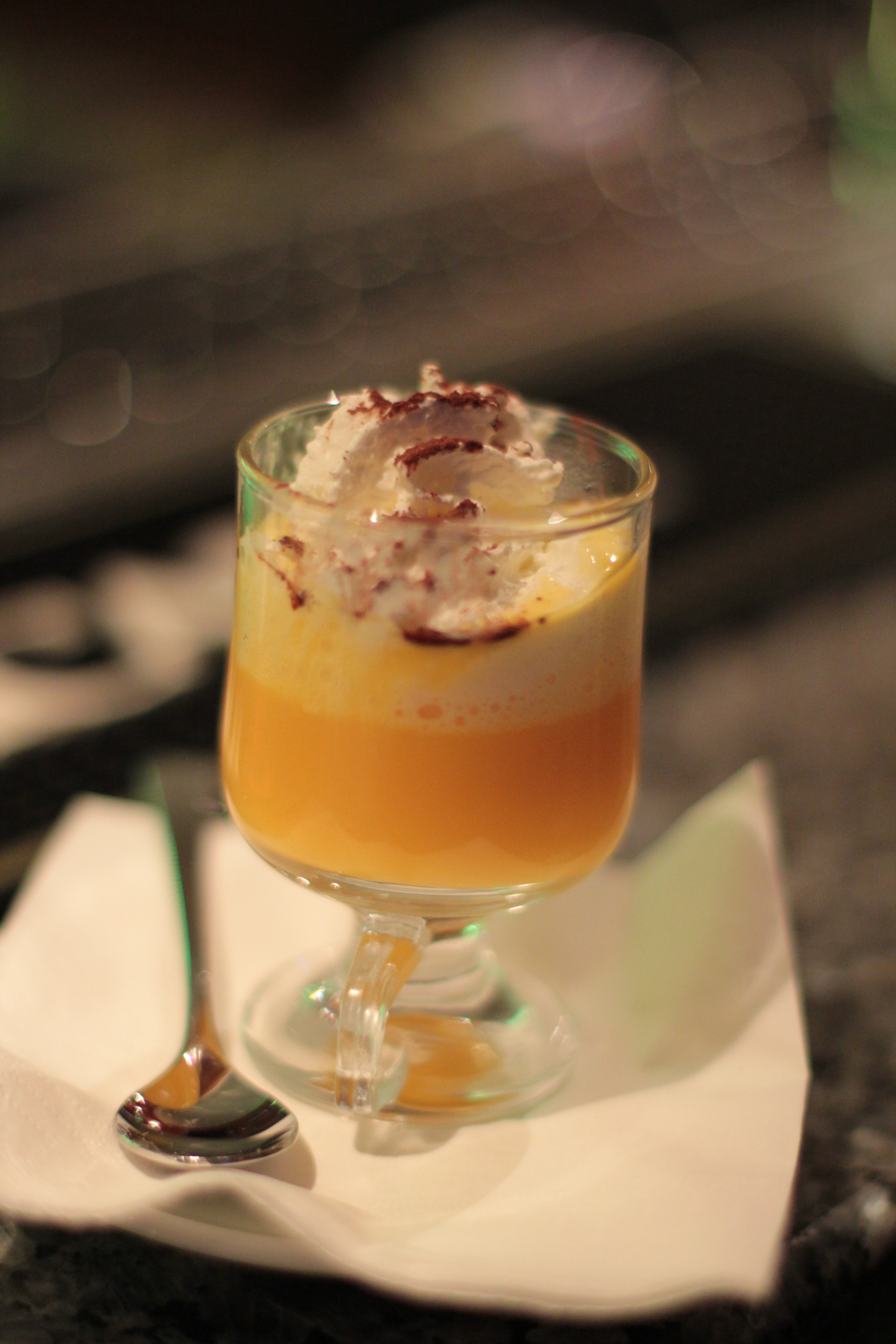
Bombardino

Bombardino is een populaire warme drank in Italië die gedurende de winter, vooral in wintersportgebieden wordt gedronken.
Het drankje wordt gemaakt door 1/2 advocaat of eggnog en 1/2 brandy te mixen. Het wordt warm geserveerd met slagroom erbovenop. Er zijn verschillende varianten: met koffie (calimero), met rum (pirata) of met whisky (scozzese). Voor de calimero-variant gebruikt men 1/3 deel brandy, 1/3 deel advocaat en 1/3 deel espresso.